# Lian Daniel Guerrero
Lian Daniel Guerrero (San Salvador el Seco, 21 de junio de 1984) es un fotógrafo, escritor y actor mexicano quien ha realizado diversas muestras fotográficas en la Ciudad de México. En 2009 obtuvo el premio de Primer Lugar en una muestra de Fotografía en Blanco y Negro que fue expuesta Museo Nacional de Arte (MUNAL). Actualmente, participa en la obra de teatro: ENAMORA2 "El Monólogo".

## Historia
Originario de San Salvador el Seco, Puebla, llegó a la Ciudad de México a temprana edad. 
En 2009, ganó el Primer Lugar de Fotografía de Blanco y Negro organizado por la Universidad Iberoamericana Ciudad de México, su trabajo fue mostrado en el Museo Nacional de Arte (MUNAL), lo cual le permitió acceder a una beca para estudiar en los Estudios Urquiza. A partir de entonces ha sido invitado para participar en diversos recintos y eventos como el Festival de Ecología y Música de Valle de Bravo. 
Ha realizado dos exposiciones individuales tituladas "Mis Principios" y "Miradas de Santa Fe" en la Universidad Iberoamericana donde retrata los contrastes entre la población marginada del pueblo de Santa Fe y los corporativos de esta zona.
Asimismo ha realizado conferencias en diversos centros educativos, donde invita a los jóvenes a expresarse y recuperar los valores mediante el arte urbano como el grafiti y otras manifestaciones artísticas.
Autor y creador del movimiento "Ponle PLAY a tu Vida" Conferencia que ya se ha impartido más de 50 veces en distintas instituciones públicas y privadas.
En 2011 publicó su primer libro "De San Pablo a Sayula", un relato histórico sobre el viaje de un joven, que aprenderá a atesorar diversos valores humanos como; la humildad, el amor, el respeto, la solidaridad. Cita: "Juanito recorre y aprende a través de la Historia, Libro en el cual recibió buenas críticas".